# Jur'ev den' (film)
Jur'ev den' è un film del 2008 diretto da Kirill Serebrennikov con protagonista Ksenija Rappoport.

## Trama
Il film racconta di una donna ricca e di talento, che ha un figlio, che un giorno perderà. E insieme a suo figlio, il significato della sua vita scomparirà.